# 島原北中継局
島原北中継局（しまばらきたちゅうけいきょく）は、長崎県島原市にあるテレビ放送の中継局である。

## 概要
- 中継局名：島原北中継局
- 所在地：島原市杉谷宇土名（宇土山）

## 沿革
- 1973年7月21日 - NHK長崎放送局が地上アナログテレビジョン放送の島原北中継局を設置した。
- 1977年12月21日 - NBC長崎放送・KTNテレビ長崎が共同で地上アナログテレビジョン放送の島原北中継局を設置。
- 2010年10月1日 - 島原北中継局の地上デジタルテレビジョン放送の本放送を開始した。

## 送信施設概要

### 地上デジタルテレビ放送
| リモコンキーID | 放送局名      | 物理チャンネル | 空中線電力 | ERP   | 放送対象地域 | 放送区域内世帯数 | 偏波面   |
| -------------- | ------------- | -------------- | ---------- | ----- | ------------ | ---------------- | -------- |
| 1              | NHK長崎総合   | 15ch           | 300mW      | 910mW | 長崎県       | 約8104世帯       | 水平偏波 |
| 2              | NHK長崎教育   | 13ch           | 300mW      | 910mW | 全国放送     | 約8104世帯       | 水平偏波 |
| 3              | NBC長崎放送   | 23ch           | 300mW      | 890mW | 長崎県       | 約8104世帯       | 水平偏波 |
| 8              | KTNテレビ長崎 | 20ch           | 300mW      | 910mW | 長崎県       | 約8104世帯       | 水平偏波 |